# Websterville
Websterville statisztikai település az Amerikai Egyesült Államok Vermont államában, Washington megyében. Lakosainak száma 570 fő (2020. április 1.).

## Népesség
A település népességének változása:

| 2010 | 550 |
| 2020 | 570 |